# Georg Wachschlager

Georg Wachschlager

Georg Wachschlager (* 2. November 1648 in Thorn, Polnisch-Preußen; † 20. November 1720 in Stockholm, Königreich Schweden) war ein deutscher Diplomat in schwedischen Diensten und Hofkanzler in Stockholm.

## Leben
Die Familie väterlicherseits war seit dem 14. Jahrhundert in Preußen nachweisbar. Der Vater Daniel Wachschlager (1623–1688) war Stadtrat und Bürgermeister in Thorn, die Mutter Elisabeth († 1681) eine Tochter des dortigen Arztes Georg Mochinger. Georg Wachschlager besuchte die Universität in Königsberg. Er war danach Mitglied einer polnischen Delegation am päpstlichen Hof in Rom. 1674 wurde er Sekretär des schwedischen Gesandten Anders Lilliehöök in Warschau, bis 1678. 1693 war er Kommissionssekretär in Warschau.
1698 wurde Georg Wachschlager zum schwedischen Residenten in Warschau berufen. 1700 wurde er mit Beginn des Nordischen Krieges von diesem Dienst entbunden. Er hielt sich danach zeitweise im Lager des schwedischen Königs Karl XII. auf, der gegen Polen kämpfte. Wachschlager war Mitglied von Delegationen, die 1704 mit August dem Starken über den Verzicht auf die polnische Königskrone verhandelte, und 1705 über einen schwedisch-polnischen Frieden. Dabei wurde er als schwedischer Staatssekretär erwähnt. Seit 1708 war Wachschlager envoyé exrraordinaire (außerordentlicher Gesandter) bei König Stanisław Leszczyński (in Königsberg?), der von Schweden unterstützt wurde. 1711 wurde er in den schwedischen Adelsstand erhoben.
1715 wurde Wachschlager von den preußischen Behörden aus Königsberg ausgewiesen, wo er sich seit 1708 (zeitweise?) aufgehalten hatte. Er ging nach Stockholm, wo er im folgenden Jahr Hofkanzler wurde, was er bis zu seinem Tod blieb. 1719 wurde er zum Freiherrn ernannt.
Georg Wachschlager besaß unter anderem ein Gut (Dritter Pelonker Hof) bei Danzig, das er aus dem Erbe seines Schwiegervaters Johann Schlackow erhalten hatte. Er war mit Anna Catharina Schlackow (Schlakau) verheiratet. Söhne waren
- Carl Wachschlager
- Georg Wachschlager